# 波斯特爾 (密蘇里州)
波斯特爾（英語：Postal）是位於美國密蘇里州佩蒂斯縣的非建制地區。

## 歷史
波斯特爾的郵局於1891年設立，其後於1904年停運。

## 地理
波斯特爾所處的海拔為高於海平面251米（即823英呎），而該地所採用的時區為UTC-6，即北美中部時區（CST）。同時該地設有夏令時間，為UTC-6調快一小時，即UTC-5（CDT）。